# ゲーオア・ブランデス

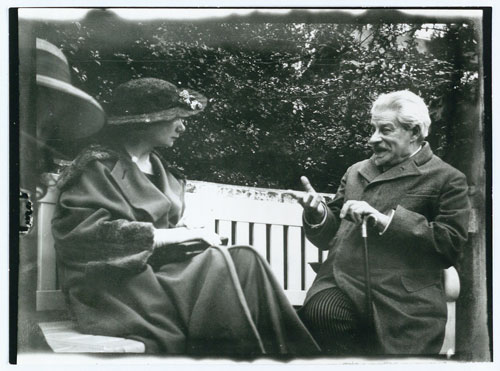
ゲーオア・ブランデス（右）

ゲーオア・モリス・コーエン・ブランデス（Georg Morris Cohen Brandes、1842年2月4日 - 1927年2月19日）は、デンマークの文学史家・批評家である。コペンハーゲン大学教授。
コペンハーゲンのユダヤ人の家庭に生まれる。生まれたときの姓名はモリス・コーエン。テーヌ、コント、ミルなどの影響を受け、カエサル、シェイクスピア、ヴォルテール、ゲーテや、同時代の文学についての評論を数多く著し、19世紀末のヨーロッパを代表する文学史家であると評価された。
1877年から1883年にかけてベルリンに滞在した際、レーやザロメと交際してニーチェの存在を知った。『善悪の彼岸』や『道徳の系譜』を贈呈されたブランデスは、その思想における禁欲主義や民主主義に対しての嫌悪・蔑視に高い関心を示し、「貴族的急進主義」と評価して、それ以来ニーチェとは頻繁に文通を行う知己の仲となった。ブランデスはニーチェにキェルケゴールの存在を知らせ、ストリンドベリやイプセンに注目するよう示唆している。それがきっかけでニーチェはストリンドベリとも文通を始めることになった。1888年4月にブランデスはコペンハーゲン大学でニーチェに関する数回にわたる公開講義を行い、ニーチェの名をヨーロッパ（とくにスカンディナヴィア）の知識人たちに広めるのに大きく寄与する役目を果たした。
主著『十九世紀文学主潮史』（1872年 - 1890年）がある。吹田順助訳で1950年代に一部が、創元文庫で刊行された。

## 日本語訳
- 『露西亜印象記』中沢臨川 (重雄) 訳 中興館 1912
- 『十九世紀文学主潮 第1(移民文学)』矢口達訳 新陽堂 1914
- 『露西亜文学印象記』瀬戸義直訳 中興館書店 1914
- 『ニイチエ超人の哲学』生田長江訳 天弦堂 1915
- 『黎明期の思想家』宮原晃一郎訳 杜翁全集刊行会 1922
- 『フェルディナンド・ラッサルレ』尾崎士郎訳 黎明閣 1923
- 『ヘンリツク・イブセン』布施延雄訳 新潮社 1926
- 『十九世紀文学主潮』全10巻 春秋社 1930－40

第1巻 亡命文学(吹田順助訳) 『移民文学』春秋文庫 1933
第2‐3巻 独逸浪漫派(吹田順助訳)
第4巻 仏蘭西の反動(茅野蕭々訳)
第5‐6巻 英国に於ける自然主義(柳田泉訳)
第8巻 仏蘭西の浪漫派(内藤濯訳)
第9‐10巻 青春独逸派(茅野蕭々訳)
- 『英国に於ける自然主義』宮島新三郎訳 春秋社 1933
- 『ニーチェの哲学』宍戸儀一訳 ナウカ社 1935
- 『ゲエテ研究』栗原佑訳 ナウカ社 1936
- 『独逸的人間』小堀甚二訳 改造社 1941